# Bourguyia hamatus
Bourguyia hamatus era una especie de arácnido del orden Opiliones de la familia Gonyleptidae.
Es un sinónimo de Bourguyia trochanteralis.